# Bundesautobahn 683
Pour les articles homonymes, voir A683.
La Bundesautobahn 683 était une Bundesautobahn dans le Land de Hesse.

## Histoire
L'A 683 est construite de 1974 à 1979 et partait de l'échangeur autoroutier de Dieburg (projet de la Bundesautobahn 680) en passant par Münster jusqu'à Rodgau-Hainhausen. L'autoroute s'arrête là et continue jusqu'à Hanau en tant que Bundesstraße 45. Quelques kilomètres après la fin de l'autoroute, il y avait une connexion avec la Bundesautobahn 3 à la jonction de Hanau.
Dans les années 1980, l'autoroute est déclassée en Bundesstraße et fait désormais partie de la B 45. L'ancien tracé de la B 45 entre Dieburg et Hainhausen est également déclassé. Cela met fin au tracé parallèle dense de deux routes nationales et les routes traversant la ville peuvent être régulées.
Lors de la nouvelle consécration, seule la signalisation bleue est remplacée par du jaune. Les marquages kilométriques bleus et les éléments de type autoroute avec places de stationnement, accotements durs et rayons de courbe généreux sont conservés. Les virages à Eppertshausen et Rodgau-Dudenhofen sont toujours étroits ; dans le premier cas, la vitesse est limitée à 100 km/h.
À la fin des années 1990, l'expansion à quatre voies de l'autoroute se poursuit vers le nord jusqu'à son extrémité à Hainhausen. La liaison avec l'A3 est complétée par des liaisons directes et les anciens ronds-points sont supprimés. Il existe désormais une liaison continue de type autoroutière entre Darmstadt–Dieburg–Hanau–Schlüchtern–Flieden–Fulda.
L'ancienne A 683 est désormais appelée B 45 de Dieburg à Hanau-Steinheim. Le reste de l'itinéraire de Hanau-Steinheim à l'échangeur de Hanau est appelé Bundesstraße 43a.